# Stenolophus pallescens
Stenolophus pallescens är en skalbaggsart som beskrevs av Thomas Casey. Stenolophus pallescens ingår i släktet Stenolophus och familjen jordlöpare. Inga underarter finns listade i Catalogue of Life.